# Bromuro di potassio

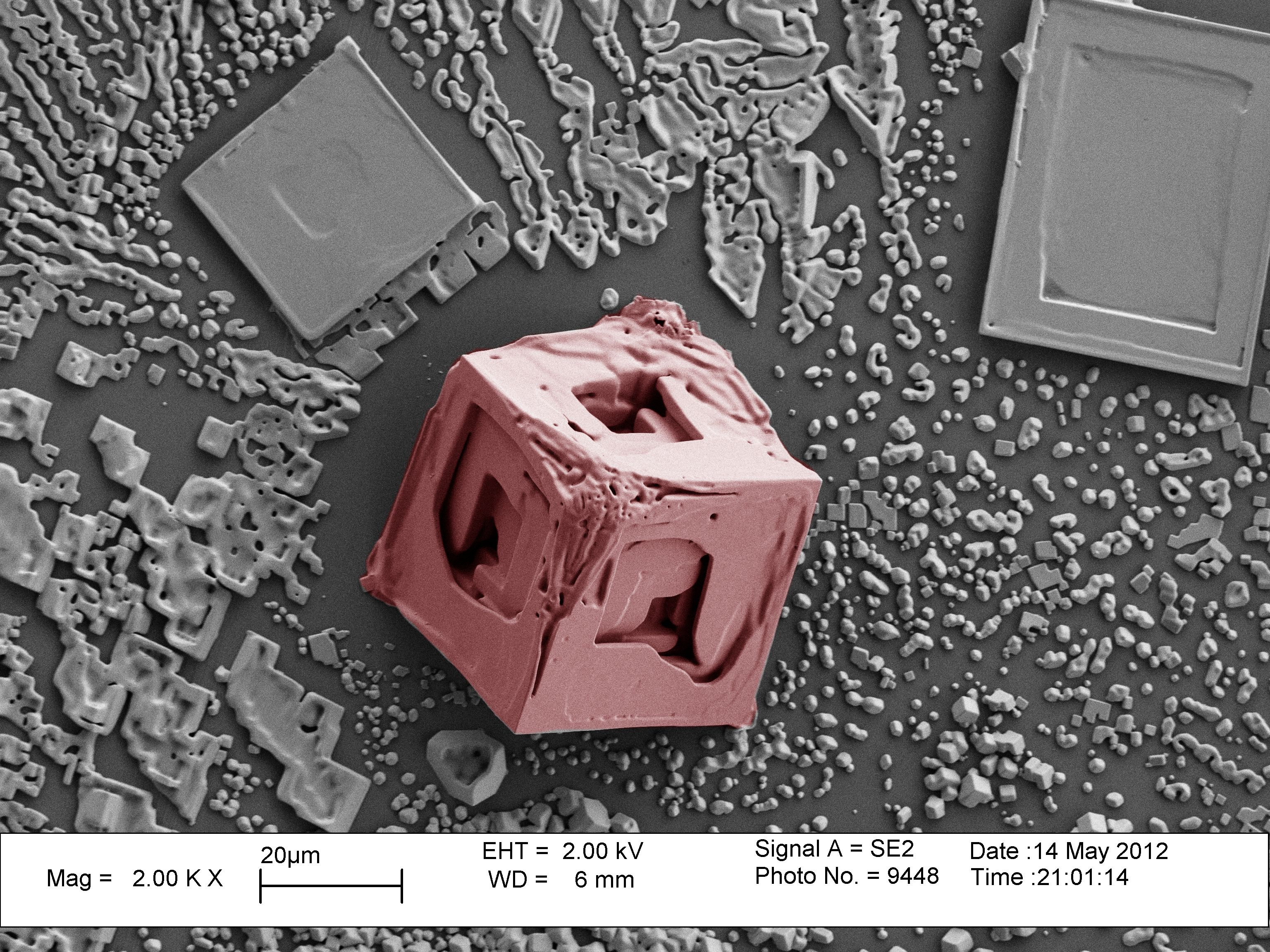
Bromuro di potassio al microscopio elettronico a scansione.

Il bromuro di potassio è il sale di potassio dell'acido bromidrico, di formula KBr.
A temperatura ambiente si presenta come un solido bianco inodore, solubile in acqua, in cui è completamente dissociato formando una soluzione neutra (pH 7). Soluzioni concentrate di bromuro di potassio irritano la mucosa gastrica provocando nausea e talvolta vomito.
Usato nel XIX secolo come sedativo e anticonvulsante, oggi trova ancora impiego come farmaco solo in ambito veterinario.

## Preparazione
Un metodo per la produzione del bromuro di potassio è la reazione tra carbonato di potassio e un bromuro di ferro complesso, Fe3Br8, ottenuto a sua volta dalla reazione di scarti di ferro con un eccesso di bromo in ambiente acquoso:
{\displaystyle {\ce {4 K2CO3 + Fe3Br8 -> 8 KBr + Fe3O4 + 4 CO2}}}

## Utilizzi
Dal punto di vista chimico, il bromuro di potassio può essere una fonte di ioni bromuro e come tale viene utilizzato per la produzione del bromuro d'argento per le pellicole fotografiche:
{\displaystyle {\ce {KBr(aq) + AgNO3(aq) -> AgBr v + KNO3(aq)}}}
Viene usato in fotografia come antivelo nelle soluzioni dei bagni di sviluppo.
Inoltre trova impiego nei laboratori chimici nella spettroscopia infrarossa. Essendo trasparente alla luce infrarossa viene usato come supporto per preparare pastiglie in cui il campione da analizzare viene incluso per pressatura o su cui viene spalmato. Queste pastiglie vengono poi poste sul cammino della luce infrarossa per raccoglierne lo spettro.
Ebbe un impiego come farmaco: la scoperta delle sue proprietà anticonvulsanti risale al 1857 ed è attribuita a Sir Charles Locock, della Royal Medical and Chirurgical Society di Londra. Fu l'unico farmaco usato per calmare le convulsioni dovute all'epilessia fino al 1912, quando fu soppiantato dal fenobarbital.
Il bromuro di potassio è ancora oggi usato come farmaco anticonvulsante per cani e gatti, solo alcune nazioni ne autorizzano la somministrazione agli esseri umani per rafforzare l'azione del fenobarbital. In alcuni paesi, come gli Stati Uniti, viene utilizzato per indurre la morte ai condannati alla pena capitale.